# Kafr Dali Tahtani
Kafr Dali Tahtani (arab. كفردلي تحتاني) – wieś w Syrii, w muhafazie muhafazie Aleppo. W 2004 roku liczyła 282 mieszkańców.